# Piz Toissa
Piz Toissa är en bergstopp i Schweiz.   Den ligger i regionen Albula och kantonen Graubünden, i den östra delen av landet, 160 km öster om huvudstaden Bern. Toppen på Piz Toissa är 2 657 meter över havet, eller 303 meter över den omgivande terrängen. Bredden vid basen är 1,8 km.
Terrängen runt Piz Toissa är huvudsakligen bergig, men söderut är den kuperad. Närmaste större samhälle är Thusis, 10,9 km nordväst om Piz Toissa. 
Trakten runt Piz Toissa består i huvudsak av gräsmarker. Runt Piz Toissa är det glesbefolkat, med 11 invånare per kvadratkilometer.